# Jules-Auguste Béclard

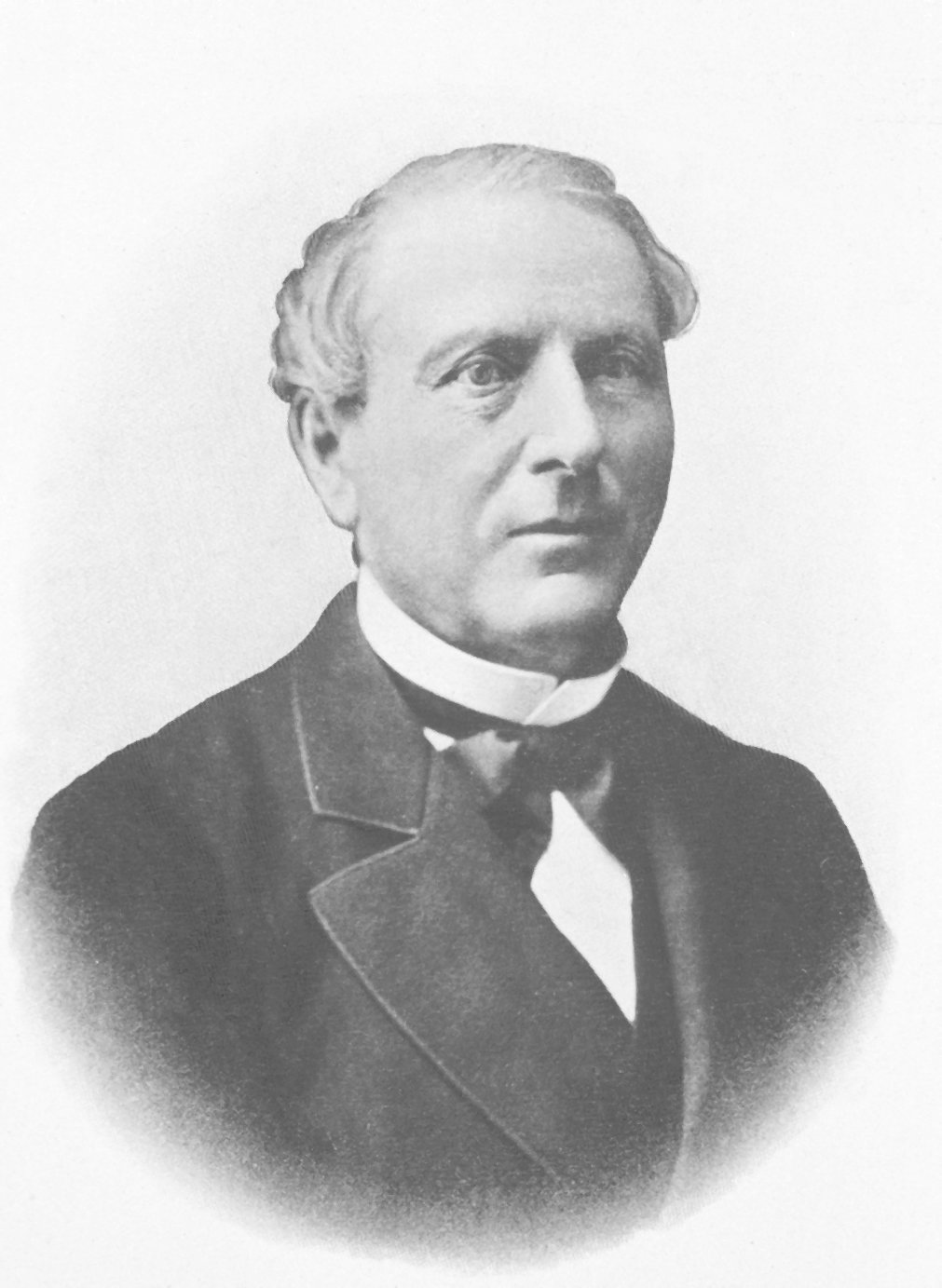

Jules–Auguste Béclard (Parijs, 17 december 1817 – aldaar, 9 februari 1887) was een Frans arts en fysioloog.
Béclard was een zoon van de bekende Franse anatoom Pierre Augustin Béclard (1785–1825). Hij studeerde geneeskunde aan de faculteit van Parijs en studeerde af als doctor in 1842. In 1845 werd hij aangesteld als assistent anatomie aan dezelfde instelling. Hij deed onderzoek naar de samentrekking van de spieren, de vetopname en de werking van milt, lever en het bloed. In 1855 werd zijn gezaghebbend werk over de fysiologie gepubliceerd, Traité élementaire de physiologie humaine. In 1872 volgde zijn aanstelling als professor fysiologie aan de geneeskundefaculteit van Parijs en later werd hij ook decaan.
In 1860 werd Béclard opgenomen in de Académie de médecine en in 1873 werd hij benoemd tot secretaris. Hij was ook lid van het Franse adviesorgaan voor het onderwijs, de Conseil supérieur de l'instruction publique. 
Béclard was gehuwd en had een zoon en twee dochters.